# Chrysopogon pellos
Chrysopogon pellos là một loài ruồi trong họ Asilidae. Chrysopogon pellos được Clements miêu tả năm 1985. Loài này phân bố ở miền Australasia.